# Richard Faulds
Richard Bruce Faulds, MBE (* 16. März 1977 in Guildford) ist ein ehemaliger britischer Sportschütze in der Disziplin Doppeltrap.

## Erfolge
Richard Faulds nahm an fünf Olympischen Spielen teil. 1996 belegte er in Atlanta den fünften Rang und zog auch bei den Olympischen Spielen 2000 in Sydney ins Finale ein. Dort kam er auf insgesamt 187 Punkte, weswegen es zum Stechen um die Goldmedaille gegen Russell Mark kam. Faulds gewann das Stechen mit drei Treffern gegenüber zwei Treffern von Mark und wurde so Olympiasieger. 2004 kam er in Athen nicht über den 13. Platz hinaus, während er 2008 in Peking nochmals das Finale erreichte. Dieses beendete er mit 180 Punkten auf dem letzten Platz und wurde so insgesamt Sechster. Seine letzte Olympiateilnahme 2012 in London schloss er auf dem zwölften Rang ab.
Bei Weltmeisterschaften gewann Scott 1998 in Barcelona im Einzel sowie 2007 in Nikosia und 2009 in Maribor jeweils in der Mannschaftskonkurrenz Bronze. Jeweils eine weitere Bronzemedaille sicherte sich Faulds bei den Commonwealth Games im Paarwettbewerb in den Jahren 2002 in Manchester und 2006 in Melbourne.
Für seinen Olympiasieg wurde er zum Member des Order of the British Empire ernannt. 2014 gab Faulds seinen Rücktritt bekannt. Er ist verheiratet und hat ein Kind.